# 失去的週末
《失去的週末》（英語：The Lost Weekend）是比利·懷德於1945年拍成的電影，根据查爾斯·R·傑克森（Charles R. Jackson）所写的同名小说改编。獲奧斯卡7項提名，後贏得最佳影片等4項大獎。
本片是美國電影史上第一部以嚴肅態度探討酗酒問題的電影，透過飽受酒精折磨的遭遇及其行為，刻畫出酒徒的精神狀態，全片的故事發展陰沉，偶爾用上了黑色幽默；如幽靈般的配樂陰森且刺耳，給人一種如醉酒後感到不清醒的感覺。

## 剧情
星期四，酗酒的纽约作家唐·伯南（Don Birnam）正准备与哥哥威克（Wick）一起度过周末假期。虽然他们计划下午出发，但唐的女友海伦（Helen）带着为周末准备的礼物到访，还说她拿到了当天下午音乐会的两张票，于是唐提议让威克先陪她去参加音乐会，而两兄弟可以搭乘稍晚的火车。他的动机是自私的：他在窗外用绳子吊着一瓶酒，想把它取回来藏在行李箱里。不料，威克发现了这瓶酒。唐声称自己并不记得有酒吊着；威克将酒倒入下水道。确定唐藏在公寓里的所有酒都被处理掉，且相信他没有钱再买酒后，海伦和威克去了音乐会。
唐找到威克留给清洁工的十美元后，前往奈特（Nat）的酒吧，路上顺便在酒铺买了两瓶黑麦酒。他打算赶在威克回家前回去赶火车，但由于酗酒，他忘了时间。回家后，他看到威克和海伦在街上，便躲了起来，听到威克对海伦说他已放弃帮弟弟，并打算离开，劝海伦不要留下等唐。唐偷偷溜回公寓，藏了一瓶酒，同时喝掉了另一瓶。
星期五，在奈特的酒吧，奈特告诉唐，海伦昨晚来找过他，并批评唐对她的糟糕态度。唐说自己打算写一本关于与酗酒斗争的小说，名为《酒瓶》（The Bottle）。回忆中，他回想起在歌剧院初遇海伦的情景。衣帽间将两人的外套弄混，却成为两人展开恋情的契机。那段时间，他保持了清醒。在与她父母见面前，他偷听到他们讨论他的失业状况，怀疑他是否配得上女儿。他失去了勇气，偷偷离开后在电话亭打电话给海伦编了个借口，声称稍后会见父母。可是，他却回到家中喝得酩酊大醉。海伦来到他的公寓，威克替他编谎话，但唐坦白自己体内有两种人：一是“作家唐”，因为害怕失败而喝酒；一是“醉鬼唐”，总要靠威克帮忙收拾烂摊子。海伦决定全力帮助他。
讲完小说创作背后的故事后，唐回到家准备写作。然而，他强烈的酒瘾占了上风，让他急切地寻找前晚藏的第二瓶酒，却记不得放在哪里。他去了一家夜总会，但因付不起账单偷了一个女人的钱包，被抓到后被赶走并禁止再来。回到家后，他找到藏着的酒瓶，一饮而尽。
星期六，唐身无分文，身体不适。他决定典当打字机以换钱买酒，尽管他因身体状况虚弱而恐惧这段路程。然而，当铺因贖罪日而关门。他走投无路，去找对他有好感的妓女格洛丽亚（Gloria）。她给了他一些钱，但他下楼时摔倒，昏迷不醒。
星期日，唐醒来时发现自己身在戒酒病房，护士比姆·诺兰（Bim Nolan）嘲讽他和其他病患，将他们称为“宿醉广场”（Hangover Plaza）的客人。比姆主动提出帮助他缓解即将到来的震顫性譫妄，但唐拒绝，并趁工作人员忙于应对另一患者时逃跑。
星期一，唐威胁店主后偷了一瓶威士忌，整天饮酒度日。因震顫性譫妄，他幻觉看到一只蝙蝠从窗户飞进来，咬死一只老鼠，溢出血液。他的尖叫声引得邻居打电话给海伦，于是海伦闻讯赶来。她发现唐瘫倒在地，神志不清，便帮助他清理，将他安顿在床上过夜。
星期二早晨，唐悄悄溜走，将曾让他们结缘的海伦的外套典当。海伦追到当铺，得知唐用外套换了一把枪，并且家里有子弹。她急忙赶回唐的公寓，正好阻止他开枪自杀。她恳求他，甚至愿意让他喝掉她藏起来的那最后一瓶酒，还说宁愿他酗酒也不愿他死去。他拒绝了，二人争执时，奈特送回了唐的打字机。奈特离开后，海伦终于让唐意识到“作家唐”和“醉鬼唐”是同一个人。他下定决心写小说《酒瓶》献给海伦，将烟头扔进威士忌杯中表明决心。

## 角色
- 雷·米倫 - Don Birnam
- 珍·惠曼 - Helen St. James
- Phillip Terry - Wick Birnam
- Howard Da Silva - Nat
- Doris Dowling - Gloria
- Frank Faylen - 'Bim' Nolan
- Mary Young - Mrs. Deveridge
- Anita Sharp-Bolster - Mrs. Foley
- Lillian Fontaine - Mrs. St. James
- Frank Orth - Opera Cloak Room Attendant
- Lewis L. Russell - Mr. St. James

## 制作背景与显著特点
比利·懷德创作这部电影的初衷源于他与雷蒙·錢德勒合作编写《雙重賠償》剧本时的经历。当时，錢德勒是一名正在戒酒的酗酒者，但与懷德合作的压力和矛盾导致他重新开始饮酒。懷德制作《失去的週末》部分原因是想要透过这部电影来理解錢德勒。
懷德原本希望何塞·费勒出演唐·伯南，但费勒拒绝了这一角色。查尔斯·布拉克特（Charles Brackett）在选角时首选奥丽维亚·德哈维兰扮演海伦，但由于德哈维兰当时卷入一场法律诉讼，无法参演。此外，据说凯瑟琳·赫本和珍·亞瑟也曾被考虑饰演这一角色。
电影大部分场景在好莱坞的派拉蒙制片厂拍摄。然而，为了增强影片的真实性，懷德坚持在纽约实地取景。1944年10月1日，懷德与小型拍摄团队在纽约展开拍摄，主要集中在曼哈顿中城东部的第三大道。为营造真实的氛围，懷德采用隐藏摄像机，将其放置在箱子后或卡车里，捕捉雷·米倫在第三大道上与毫无察觉的行人互动的镜头。制作团队还获得了在贝尔维尤医院（Bellevue Hospital）戒酒病房拍摄的许可，这一请求在以后的电影制作中都是被拒绝的。纽约的拍摄结束后，剧组返回加州进行主体拍摄工作，并重现了多个纽约场景，包括一处仿制的P.J. Clarke's酒馆，也就是原著作者查尔斯·杰克逊（Charles Jackson）常去的地方。
这部电影还让“角色在时间流逝中發呆地走向鏡頭”的特效镜头广为人知。
影片完成后，首次放映的观众对米倫的表演报以嘲笑，认为其表现过于夸张，甚至让制片厂考虑搁置电影。问题之一是试映中采用了临时配乐，由轻快的爵士乐替代罗饶·米克罗斯的原创配乐。不过，当罗饶的配乐加入并重新拍摄最后一幕后，观众和评论家对影片的反应变得积极。这部影片的配乐是首次运用电子乐器特雷門的电影之一，用于表达酗酒的悲情。
目前，这部电影的版权归环球影业所有。环球经由EMKA, Ltd.持有1950年前派拉蒙有声电影的片库。
影片与原著小说有显著不同，其中删除了小说中关于同性恋的隐含内容，尤其是唐·伯南作为未出柜同性恋者（原著作者查尔斯·杰克逊也是）的强烈暗示。
酒类行业在影片上映前发起了一场抵制行动。全国性贸易组织“联合酒类工业”（Allied Liquor Industries）致信派拉蒙，警告称反饮酒组织可能利用这部影片推动禁酒令的重新实施。甚至据称，酒类利益集团雇佣黑帮头目弗兰克·科斯特洛，以500万美元的价格向派拉蒙购买电影底片并焚毁。对此，懷德打趣道，如果他们把500万美元给他的话，“我会（把底片烧了）。”

## 奖项
本片是康城影展的金棕榈奖得主，Ray Milland也获得了最佳男演员奖。
金球奖：
- 最佳导演
- 最佳男主角

1946年第18届奥斯卡奖：
- 最佳影片
- 最佳导演
- 最佳男主角
- 最佳改编剧本
- 最佳摄影提名
- 最佳配乐提名
- 最佳剪辑提名